# Xã Columbia, Quận Meigs, Ohio
Xã Columbia (tiếng Anh: Columbia Township) là một xã thuộc quận Meigs, tiểu bang Ohio, Hoa Kỳ. Năm 2010, dân số của xã này là 1.189 người.